# 伍德里奇 (伊利諾伊州)
伍德里奇（英語：Woodridge）是位於美國伊利諾伊州庫克縣的一個村落。

## 地理
伍德里奇的座標為41°44′40″N 87°02′38″W / 41.74444°N 87.04389°W，而該地最高點為海拔高度217米（即712英尺）。

## 人口
根據2010年美國人口普查的數據，伍德里奇的面積為25.36平方千米，當中陸地面積為24.94平方千米，而水域面積為0.42平方千米。當地共有人口32971人，而人口密度為每平方千米1,300人。